# Contraband (1940)
Contraband ist ein im ersten Kriegswinter 1939/40 entstandenes, britisches Filmdrama von Michael Powell mit Conrad Veidt in der Hauptrolle. An seiner Seite übernahm Valerie Hobson die weibliche Hauptrolle.

## Handlung
November 1939. In Europa herrscht angespannte Ruhe, seitdem die Wehrmacht Polen überrannt hat. Der Westen bereitet sich auf das Kriegsgeschehen an seiner Front vor, und die Briten verhängen eine Seeblockade gegenüber Deutschland. In dieser Situation wird das dänische Frachtschiff SS Helvig unter der Führung von Kapitän Andersen in der Nordsee auf der Heimfahrt von New York nach Kopenhagen von den Briten aufgebracht und in einen ihrer Häfen zur Kontrolle der Ladung geleitet. Frachtgut, das letztendlich nach Deutschland gelangen könnte, wird von den Alliierten als Schmuggelgut, als Konterbande angesehen. Während die Helvig von den Briten gefilzt wird, laden zwei Royal-Navy-Schiffsoffiziere den dänischen Zivilkollegen zu einem Abendessen ein und stellen ihm und seinem Ersten Offizier Axel Skold Passierscheine für die Küstenregion aus. Am kommenden Morgen soll Andersen den Briten zufolge seine Fahrt fortsetzen können. Doch die wichtigen Passierscheine sowie ein motorisiertes Beiboot werden Kapitän Andersen entwendet. Da von den Passagieren die ebenso hübsche wie eigenwillige und bisweilen auch renitente Mrs. Sorenson und der Talentsucher Mr. Pidgeon fehlen, nimmt der Kapitän zurecht an, dass die beiden Briten sich beider Dinge bemächtigten und sich nach London aufgemacht haben.
Andersen ist ziemlich erbost über das Verhalten der beiden englischen Passagiere und heftet sich an deren Fersen. Sorenson und Pidgeon haben mittlerweile den Bahnhof erreicht, von wo die junge Frau einen Telefonanruf tätigt. Sie erreicht statt ihrer Tante jedoch lediglich eine gewisse Mrs. Lang, angeblich eine Sekretärin. Dann besteigen die beiden den Zug und fahren nach London. Dort holt Kapitän Andersen sie ein und macht Mrs. Sorenson heftige Vorwürfe. Diese verspricht ihm, rechtzeitig vor dem Ablegen im Morgengrauen zum Schiff zurückzukehren. Der Käpt‘n lädt die hübsche Lady zum Abendessen in einem Londoner Restaurant ein, das Erik Skold, dem Bruder des Ersten Offiziers der SS Helvig, gehört. Dabei kommen sich die beiden Streithähne ein wenig näher. Anschließend geleitet Andersen die junge Britin zu ihrer Tante Kate. Dort aber werden die beiden nicht etwa von der Tante in Empfang genommen, sondern von eben jener ominösen Sekretärin und einiger ihrer Helfershelfer. Diese Fremden gehören einem deutschen Spionagering an, der unter der Führung von einem gewissen van Dyne steht. Es stellt sich heraus, dass sich van Dyne einerseits und Mrs. Sorenson und Mr. Pidgeon andererseits bereits aus Vorkriegszeiten in Deutschland kennen und schon damals Widersacher waren. Die junge Frau und der vermeintliche Talentsucher sind nämlich in Wirklichkeit britische Agenten, die jetzt in die Hände ihrer deutschen Gegenspieler geraten sind.
In dieser Spionageangelegenheit geht es um deutsche Schiffe, die unter neutraler Flagge segeln, um so die englische Blockade gegenüber dem Deutschen Reich zu unterlaufen. Zwei Schiffsnamen sind auf ein Zigarettenpapier gekritzelt, das van Dyne bei Mrs. Sorensen auffindet. Diese Informationen wollten Sorensen und Pidgeon in London der britischen Admiralität übergeben, damit Gegenmaßnahmen getroffen werden können. Van Dyne tauscht den Zettel aus und fügt stattdessen den Namen eines Frachters der Vereinigten Staaten, die damals (1940) noch neutral waren, hinzu. Dies soll bei einem britischen Angriff auf die Schiffe Zwietracht zwischen den Briten und den Amerikanern säen. Mrs. Sorensen, der gleichfalls gefangen genommene Mr. Pidgeon und der dänische Frachtkapitän werden von den deutschen Agenten verschleppt und gefesselt, doch Andersen gelingt es etwas später, sich zu befreien. Er eilt von dannen und kehrt mit Verstärkung, dem Restaurantbesitzer Erik Skold und dessen Angestellten, zurück. Gemeinsam überwältigen sie die Nazi-Agenten. Kapitän Andersen und Mrs. Sorensen fahren zur SS Helvig zurück und setzen anschließend ihre Reise nach Kopenhagen fort. Und wie schon zuvor, ehe all die Aufregungen auf dem britischen Festland begannen, muss sich der dänische Kapitän mit Mrs. Sorensens Weigerung, eine Rettungsweste anzuziehen, herumärgern. Doch anstatt erneut in Zank zu verfallen, umarmt sich das angehende Liebespaar.

## Produktionsnotizen
Die Dreharbeiten zu Contraband begannen wenige Wochen nach Kriegsausbruch 1939. Die Uraufführung fand am 11. Mai 1940 statt. In Deutschland war der Film nicht zu sehen. Dasselbe Team – Powell und Pressburger, Veidt und Hobson – hatte wenige Monate zuvor bereits das Kriegs- und Spionagedrama Der Spion in Schwarz gedreht. Diese beiden Filme waren der Anfang einer bis in die 1970er-Jahre reichenden und zahlreiche Filmklassiker umspannenden Zusammenarbeit von Powell und Pressburger.
Roland Gillett übernahm die Produktionsleitung, Anthony Nelson-Keys die Aufnahmeleitung. Alfred Junge entwarf die Filmbauten, Raemonde Rahvis die Kostüme. Muir Mathieson übernahm die musikalische Leitung.
Deborah Kerrs winzige Rolle als Zigarettenverkäuferin wurde aus dem fertigen Film herausgeschnitten. Es war ihr erster Auftritt vor einer Filmkamera.
Auch Milo O’Shea gab hier sein Filmdebüt.

## Kritiken
Der Movie & Video Guide konstatierte: „Überragende Spionagegeschichte vom Team Michael Powell und Emeric Pressburger das sehr stark in Hitchcock-Manier gestaltet wurde.“
Das British Film Institute gab folgende Analyse ab: „Michael Powell und Emeric Pressburgers zweite Zusammenarbeit fängt die Dunkelheit und Desorientierung (sowohl wörtlich als auch metaphorisch) Londons in den frühen Stadien des Krieges auf und erklärt gleichzeitig die Bedeutung und Arbeitsweise der britischen Schmuggelkontrollen. Obwohl als Propagandastück mit Unterstützung des Informationsministeriums gemacht, opfert Contraband niemals das Geschichtenerzählen zugunsten trockener und informativer Detailfakten. Stattdessen fällt der Film deutlicher in das Genre des Comedy-Spionagethrillers, für das Alfred Hitchcocks Die 39 Stufen (1935) und Eine Dame verschwindet (1938) Paradebeispiele sind. Die Anziehungskraft zwischen dem sturen aber charmanten Captain Andersen (Conrad Veidt) und der quirligen Mrs Sorensen (Valerie Hobson) wird raffiniert gehandhabt, als das Paar im Laufe des Films in verschiedene knifflige Situationen gerät.“
Halliwell‘s Film Guide fand, der Film sei ein „erfreuliches, leichtgewichtiges Comedy-Melodram auf Hitchcock-Gleisen.“